# Звуковая дорожка МК
«Звукова́я доро́жка» (позднее известная также как «ZD Awards») — музыкальная рубрика в газете «Московский комсомолец», в дальнейшем — ежемесячный хит-парад под эгидой газеты, а также ежегодная премия в области популярной музыки по итогам этого хит-парада.
Премия вручается популярным исполнителям из стран Восточной Европы, Прибалтики и Центральной Азии; в разные годы лидерами хит-парада становились не только популярные исполнители из стран постсоветского пространства, такие как Алла Пугачёва, София Ротару, Валерий Леонтьев, Лайма Вайкуле, Машина времени, Кино, Жанна Агузарова, Анне Вески, Роза Рымбаева, Валерий Меладзе, Би-2, Катя Лель, Тату, Витас, Глюкоза, Serebro, Светлана Лобода, Niletto, Zivert, Нюша, Егор Крид, но и артисты из других стран мира, среди которых — ABBA, Демис Руссос, Джо Дассен, Мадонна, Робби Уильямс, Linkin Park, Depeche Mode, Rammstein, Бритни Спирс, Энрике Иглесиас, Ин-Грид, Томас Н’эвергрин, Наталия Орейро, Дан Балан и другие.
В 2000 году создан Зал Славы премии «Звуковая дорожка»; в Зал Славы включаются самые популярные исполнители, оказавшие влияние на массовую культуру, такие как Алла Пугачёва и Тату.

## История
Основателем рубрики «Звуковая дорожка» стал Ю. В. Филинов, создавший её первый выпуск осенью 1975 года.  Рубрика информировала аудиторию о существующих исполнителях советской и зарубежной эстрады. Одна из заметок первого выпуска была посвящена новой пластинке Анны Герман. С 1977 года и по настоящее время редактором рубрики является журналист и музыкальный критик Артур Гаспарян.
В 1977 году читатели впервые получили возможность высказывать свои предпочтения в письменном виде. На основе опросов аудитории был составлен и опубликован первый «Музыкальный парад» (впоследствии переименованный в «Хит-парад „Звуковой дорожки“»). В хит-парад 1977 года вошло 9 песен певицы Аллы Пугачёвой. Героями списков популярности конца 1970-х — начала 1980-х также становились Валерий Леонтьев, Яак Йоала, Юрий Антонов, Иво Линна, Михаил Боярский, Роза Рымбаева, София Ротару, «Песняры», «Машина времени», «Земляне», группа «ABBA» и другие. Первая церемония награждения по итогам читательского опроса «Звуковой дорожки» была проведена в январе 2003 года в ГКД.

## 1976 год
Отечественная певица
1. Алла Пугачёва

Отечественный певец
1. Александр Градский

Отечественный ансамбль
1. «Песняры»; «Магистраль»

Отечественный композитор
1. Давид Тухманов

Отечественный альбом «Мелодии»
1. «По волне моей памяти» — Давид Тухманов

Отечественная песня
1. «Белоруссия» (Пахмутова — Добронравов) — «Песняры»

Зарубежная певица
1. Мирей Матьё

Зарубежный певец
1. Демис Руссос

Зарубежный ансамбль
1. «АББА»

Зарубежный композитор
1. Пол МакКартни

Зарубежный альбом «Мелодии»
1. «В прекрасной гармонии» — «Нью сикерс»[14]

## 1978 год
Лучшая певица
1. Алла Пугачёва (2037)
2. София Ротару (699)
3. Роза Рымбаева (380)
4. Ирина Понаровская (196)
5. Валентина Толкунова (64)
6. Роксана Бабаян (61)
7. Людмила Сенчина (51)
8. Жанна Бичевская (41)
9. Эдита Пьеха (39)
10. Мирдза Зивере (29)

Лучший певец
1. Яак Йоала (1050)
2. Александр Градский (849)
3. Лев Лещенко (703)
4. Михаил Боярский (276)
5. Ренат Ибрагимов (242)
6. Тынис Мяги (123)
7. Евгений Мартынов (58)
8. Альберт Асадуллин (38)
9. Эдуард Хиль (25)
10. Валерий Ободзинский (24)

Лучший ВИА
1. «Песняры» (1189)
2. «Ариэль» (426)
3. «Весёлые ребята» (291)
4. «Лейся, песня» (288)
5. «Синяя птица» (281)
6. «Пламя» (204)
7. Группа Стаса Намина (158)
8. «Оризонт» (122)
9. «Модо» (105)
10. «Самоцветы» (102)

Лучший композитор
1. Давид Тухманов (1625)
2. Александр Зацепин (753)
3. Раймонд Паулс (255)
4. Александра Пахмутова (240)
5. Алла Пугачёва (Горбонос) (216)
6. Вячеслав Добрынин (212)
7. Эдуард Ханок (136)
8. Евгений Мартынов (90)
9. Владимир Мигуля (80)
10. Игорь Лученок (57)

Лучший диск
1. «AББА» — «АББА» (815)
2. «Зеркало души I» — Алла Пугачёва (772)
3. «По волне моей памяти» — Давид Тухманов (657)
4. «Уингз» (642)
5. «Зеркало души II» — Алла Пугачёва (401)
6. «Би Джиз» (317)
7. «Имэйджн» — Джон Леннон (315)
8. «Русские картинки» — «Ариэль» (270)
9. «Я почти знаменит» — Клифф Ричард (269)
10. «Песняры III» (216)

Лучшая песня
1. «Остановите музыку» (Тухманов / Харитонов) — Тынис Мяги, Валерий Павлов (743)
2. «Сонет Шекспира» (Горбонос (Пугачёва) / Шекспир, перевод Маршака) — Алла Пугачёва (602)
3. «Как молоды мы были» (Пахмутова / Добронравов) — Александр Градский (549)
4. «Крик птицы» (Мулявин / Рыбчинский) — «Песняры» (542)
5. «Песенка про меня» (Зацепин / Дербенёв) — Алла Пугачёва (511)
6. «Беловежская пуща» (Пахмутова / Добронравов) — «Песняры» (335)
7. «Фотографии любимых» (Тухманов / Харитонов) — Яак Йоала (309)
8. «Песенка первоклассника» (Ханок / Шаферан) — Алла Пугачева (264)
9. «Все могут короли» (Рычков / Дербенёв) — Алла Пугачёва (206)
10. «Не отрекаются любя» (Минков / Тушнова) — Алла Пугачёва (235)
11. «Приезжай» (Горбонос (Пугачёва)) — Алла Пугачёва (206)
12. «Горько» (Добрынин / Дербенёв, Шаферан) — «Синяя птица» (202)
13. «Рано прощаться» (Намин / Харитонов) — группа Стаса Намина (186)
14. «Вероника» (Лученок / Богданович) — «Песняры» (185)
15. «Ты возьми меня с собой» (Ханок / Резник) — Алла Пугачёва (183)
16. «Напиши мне письмо» (Добрынин / Рябинин) — «Весёлые ребята» (126)
17. «Все, что есть у меня» (Добрынин / Дербенёв) — «Самоцветы» (120)
18. «Последний лист» (Паулс / Петерс, Шаферан) — Нора Бумбиере и Виктор Лапченок, Маргарита Вилцане и Ояр Гринбергс (116)
19. «Кукла» (Морозов / Горбовский) — «Весёлые ребята» (110)
20. «Тот город» (Паулс / Петерс, Гаджикасимов) — Ренат Ибрагимов, «Модо» (103)

## 1979 год
Лучшая певица
1. Алла Пугачёва (2877)
2. Татьяна Анциферова (797)
3. Ксения Георгиади (668)
4. София Ротару (661)
5. Ирина Понаровская / Ольга Зарубина (273)
6. Ирина Понаровская / Ольга Зарубина (273)
7. Мирдза Зивере (90)
8. Роза Рымбаева (82)
9. Людмила Сенчина (59)
10. Жанна Бичевская (55)

Лучший певец
1. Яак Йоала (2191)
2. Михаил Боярский (1109)
3. Александр Градский (980)
4. Игорь Иванов (622)
5. Лев Лещенко (298)
6. Ренат Ибрагимов (231)
7. Тынис Мяги  (120)
8. Юрий Антонов (86)
9. Вахтанг Кикабидзе (52)
10. Альберт Асадуллин (49)

Лучший ВИА
1. «Песняры» (1491)
2. «Аракс» (894)
3. Группа Стаса Намина (649)
4. «Лейся, песня» (448)
5. Группа Андрея Макаревича (397)
6. «Апельсин» (350)
7. «Ариэль» (349)
8. «Оризонт» (241)
9. «Синяя птица» (193)
10. «Модо» (172)

Композиторы
1. Давид Тухманов (2156)
2. Александр Зацепин (1493)
3. Раймонд Паулс (918)
4. Алла Пугачёва (563)
5. Александра Пахмутова (193)
6. Алексей Рыбников (155)
7. Вячеслав Добрынин (139)
8. Александр Градский (107)
9. Стас Намин (75)
10. Владимир Мигуля (43)

Грампластинки
1. «Прибытие» — «АББА» (1571)
2. «Зеркало души I» — Алла Пугачёва (1328)
3. «Бони М» (1268)
4. «Звезда и смерть Хоакина Мурьеты» — А. Рыбников (разные исполнители) (992)
5. «AББА» — «АББА» (979)
6. «Зеркало души II» — Алла Пугачёва (884)
7. «Песняры III» (437)
8. «Песняры IV» (384)
9. «Силвер Конвеншн» (311)
10. «Большой успех Демиса Руссоса» (296)

Лучшая песня
1. «Поднимись над суетой» (Пугачёва / Резник) — Алла Пугачёва (1360)
2. «Так не должно быть» (Тухманов / Дербенёв) — Михаил Боярский и Ольга Зарубина (1331)
3. «Звёздное лето» (Пугачёва / Резник) — Алла Пугачёва (1252)
4. «Ищу тебя» (Зацепин / Дербенёв) — Ксения Георгиади; Татьяна Анциферова (780)
5. «Подберу музыку» (Паулс / Вознесенский) — Яак Йоала (771)
6. «Сонет Шекспира» (Пугачёва / Шекспир, перевод Маршака) — Алла Пугачёва (597)
7. «Песенка д'Артаньяна» (Дунаевский / Ряшенцев) — Михаил Боярский (517)
8. «Этот мир» (Зацепин / Дербенёв) — Алла Пугачёва (508)
9. «Мы с тобой танцуем» (Тухманов / Харитонов) — Игорь Иванов (416)
10. «Здравствуй» (Тухманов / Харитонов) — Яак Йоала (407)[нет в источнике]
11. «Ты возьми меня с собой» (Ханок / Резник) — Алла Пугачёва (400)
12. «Приезжай» (Пугачёва) — Алла Пугачёва (349)
13. «Песенка первоклассника» (Ханок / Шаферан) — Алла Пугачёва (298)
14. «Летние дожди» (Минков / Кирсанов) — Алла Пугачёва (287)
15. «Песенка про меня» (Зацепин / Дербенёв) — Алла Пугачёва (282)
16. «Мир без любимого» (Зацепин / Энтин) — Татьяна Анциферова (233)
17. «Готика святой Анны» (Мулявин / Танк) — «Песняры» (205)
18. «Никогда не пойму» (Добрынин / Дербенёв) — «Лейся, песня» (197)
19. «Летний вечер» (Намин / Харитонов) — «Группа Стаса Намина» (196)
20. «Олимпиада 80» (Тухманов / Рождественский) — Тынис Мяги (137)

## 1980 год
Лучшая певица
1. Алла Пугачёва
2. София Ротару
3. Татьяна Анциферова
4. Ксения Георгиади
5. Жанна Рождественская
6. Мирдза Зивере
7. Жанна Бичевская
8. Ирина Понаровская
9. Ольга Зарубина
10. Екатерина Суржикова

Лучший певец
1. Валерий Леонтьев
2. Юрий Антонов
3. Яак Йоала
4. Николай Гнатюк
5. Михаил Боярский
6. Александр Градский
7. Андрей Макаревич
8. Лев Лещенко
9. Тынис Мяги
10. Игорь Иванов

Лучший ВИА
1. «Машина времени»
2. «Аракс»
3. Группа Стаса Намина
4. «Зодиак»
5. «Автограф»
6. «Песняры»
7. «Весёлые ребята»
8. «Апельсин»
9. «Красные маки»
10. «Ариэль»

Грампластинка года
1. «Звезда и смерть Хоакина Мурьеты» — Алексей Рыбников
2. «Диско Альянс» — «Зодиак»
3. «Люксембургский сад» — Джо Дассен
4. «Музыкальный глобус» — «Весёлые ребята»
5. «Большой успех» — Демис Руссос
6. «Альбом» — «АББА»
7. «Гимн Солнцу» — Группа Стаса Намина
8. «Прибытие» — «АББА»
9. «Сестра Керри» — Раймонд Паулс

Лучшие песни
1. «Поворот» — «Машина времени»
2. «Там, в сентябре» — Валерий Леонтьев
3. «Не забывай» — Юрий Антонов
4. «Московский романс» — Алла Пугачёва
5. «Я вспоминаю» — Юрий Антонов
6. «Летний вечер» — Группа Стаса Намина
7. «Кого ты хотел удивить?» — «Машина времени»
8. «День рождения» — «Машина времени»
9. «Когда я уйду» — Алла Пугачёва
10. «Мода» — «Аракс»
11. «Синяя птица» — «Машина времени»
12. «Будет день» — «Машина времени»
13. «Пока горит свеча» — «Машина времени»
14. «Ливень» — «Автограф»
15. «Гадалка» — Жанна Рождественская и ансамбль «Фестиваль»
16. «Ирландия. Ольстер» — «Автограф»
17. «Уходя, уходи» — Алла Пугачёва
18. «Всё, как прежде» — «Аракс»
19. «Поднимись над суетой» — Алла Пугачёва
20. «Танец на барабане» — Николай Гнатюк

## 1981 год
Лучшая певица
1. Алла Пугачёва
2. София Ротару
3. Татьяна Анциферова
4. Ксения Георгиади
5. Жанна Рождественская
6. Ирина Понаровская
7. Жанна Бичевская
8. Мирдза Зивере
9. Екатерина Суржикова
10. Гинтаре Яутакайте

Лучший певец
1. Яак Йоала
2. Юрий Антонов
3. Валерий Леонтьев
4. Александр Градский
5. Андрей Макаревич
6. Сергей Беликов
7. Николай Гнатюк
8. Тынис Мяги
9. Михаил Боярский
10. Лев Лещенко

Лучшие ансамбли
1. «Машина времени»
2. «Аракс»
3. «Автограф»
4. Группа Стаса Намина
5. «Земляне»
6. «Зодиак»
7. «Магнетик бэнд»
8. «Интеграл»
9. «Верасы»
10. «Ариэль»

Грампластинка года
1. «Поднимись над суетой!» — Алла Пугачёва
2. «Владимир Высоцкий. Песни»
3. «Ансамбль „Урия Хип“»[16]
4. «Лучшее» — «Смоки»
5. «Оркестр Манфреда Мэнна»
6. «Адриано Челентано»
7. «Русские песни» — Александр Градский
8. «Диско Альянс» — «Зодиак»
9. «Гимн Солнцу» — Группа Стаса Намина
10. «Тбилиси-80»

Лучшие песни
1. «Маэстро» — Алла Пугачёва
2. «Скачки» — «Машина времени»
3. «Последняя поэма» — «33 1/3»
4. «Песня на бис» — Алла Пугачёва
5. «Снег» — «Машина времени»
6. «Я тебя рисую» — Яак Йоала
7. «Паузы» — «Машина времени»
8. «Колокол тревоги» — «Аракс»
9. «Там, в сентябре» — Валерий Леонтьев
10. «Музыкант» — Алла Пугачёва
11. «Каратэ» — «Земляне»
12. «Как жаль» — Яак Йоала
13. «Хрустальный город» — «Машина времени»
14. «Беда» — Алла Пугачёва
15. «Корабль» — «Автограф»
16. «Ленинград» — Алла Пугачёва
17. «Каскадёры» — «Земляне»
18. «Дежурный ангел» — Алла Пугачёва
19. «Поиграй со мной, гроза» — Константин Никольский и «Воскресенье»
20. «Всё пройдёт» — Михаил Боярский

## 1982 год
Лучшая певица
1. Алла Пугачёва
2. София Ротару
3. Гинтаре Яутакайте
4. Эдита Пьеха
5. Жанна Рождественская
6. Ксения Георгиади
7. Ирина Понаровская
8. Жанна Бичевская
9. Тамара Гвердцители
10. Лариса Долина / Анна Широченко
11. Лариса Долина / Анна Широченко

Лучший певец
1. Юрий Антонов
2. Валерий Леонтьев
3. Яак Йоала
4. Сергей Беликов
5. Андрей Макаревич
6. Михаил Боярский
7. Тынис Мяги
8. Александр Градский
9. Вахтанг Кикабидзе
10. Сергей Скачков

Лучший ВИА
1. «Машина времени»
2. «Земляне»
3. «Москва»
4. «Автограф»
5. «Круиз»
6. Группа Стаса Намина
7. «Магнетик бэнд»
8. «Воскресенье»
9. «Песняры»
10. «Динамик»

Лучшая песня
1. «Прости, Земля!» — «Земляне»
2. «Старинные часы» — Алла Пугачёва
3. «Миллион алых роз» — Алла Пугачёва
4. «Возвращение» — Алла Пугачёва; «Беда» — Алла Пугачёва

## 1983 год
Лучшая певица
1. Алла Пугачёва
2. Анне Вески
3. Лариса Долина
4. София Ротару
5. Жанна Рождественская
6. Ольга Пирагс
7. Ирина Отиева
8. Жанна Бичевская
9. Сильви Врайт
10. Марью Ляник

Лучший певец
1. Юрий Антонов
2. Иво Линна
3. Сергей Беликов
4. Гуннар Грапс
5. Владимир Кузьмин
6. Ким Брейтбург
7. Тынис Мяги
8. Борис Гребенщиков
9. Александр Барыкин

Лучший ансамбль
1. «Динамик»
2. «Аквариум» (по другим источникам: «Машина времени»)[17]
3. «Автограф» (по другим источникам: «Аквариум»)[17]
4. «Диалог» (по другим источникам: «Автограф»)[17]
5. «Руя» (по другим источникам: «Диалог»)[17]
6. «Рок-отель» (по другим источникам: «Руя»)[17]
7. «Круиз» (по другим источникам: «Рок-отель»)[17]
8. «Земляне» (по другим источникам: «Магнетик бэнд»)[17]
9. Ансамбль О. Мелик-Пашаева (по другим источникам: «Круиз»)[17]
10. «Земляне»[17]

## 1984 год
Лучшая певица
1. Алла Пугачёва
2. Анне Вески
3. София Ротару
4. Марью Ляник
5. Людмила Сенчина

Лучший певец
1. Валерий Леонтьев
2. Юрий Антонов
3. Михаил Боярский
4. Александр Барыкин
5. Яак Йоала

Лучшие ансамбли
1. «Земляне»
2. «Машина времени»
3. «Круиз»
4. «Динамик»
5. «Автограф»

## 1985 год
Лучшая певица
1. Алла Пугачёва
2. Катя Семёнова
3. Анне Вески
4. София Ротару
5. Марью Ляник

Лучший певец
1. Валерий Леонтьев
2. Владимир Кузьмин
3. Александр Барыкин
4. Андрей Макаревич
5. Артур Михеев

Лучшие ансамбли
1. «Автограф»
2. «Машина времени»
3. «Земляне»
4. «Форум»
5. Группа Владимира Кузьмина

## 1986 год
Лучшая певица
1. Алла Пугачёва
2. Жанна Агузарова
3. София Ротару
4. Катя Семёнова
5. Карэ Каукс
6. Ирина Понаровская
7. Анне Вески
8. Марина Капуро
9. Светлана Медяник
10. Марью Ляник

Лучший певец
1. Валерий Леонтьев
2. Андрей Макаревич
3. Владимир Кузьмин
4. Александр Барыкин
5. Сергей Сарычев
6. Юрий Лоза
7. Александр Градский
8. Володя Пресняков
9. Алексей Глызин
10. Юрий Антонов

Лучшая группа
1. «Машина времени»
2. «Автограф»
3. «Аквариум»
4. «Земляне»
5. «Форум»

## 1987 год
| Лучшая певица 1. Алла Пугачёва 2. Жанна Агузарова 3. Лайма Вайкуле 4. Елена Соколова (экс-«Дубль-1») 5. Катя Семёнова 6. София Ротару 7. Лариса Долина 8. Ирина Понаровская 9. Наталья Гулькина («Мираж») 10. Антонина Жмакова («Раунд») Лучший певец 1. Владимир Кузьмин 2. Дмитрий Варшавский («Чёрный кофе») 3. Валерий Леонтьев 4. Андрей Макаревич 5. Владимир Пресняков-мл. 6. Валерий Кипелов («Ария») 7. Игорь Николаев 8. Максим Леонидов («Секрет») 9. Александр Барыкин 10. Вячеслав Бутусов («Наутилус Помпилиус») Лучшая группа 1. «Чёрный кофе» 2. «Машина времени» 3. «Секрет» 4. «Динамик» 5. «Наутилус Помпилиус» 6. «Аквариум» 7. «Ария» 8. «Алиса» 9. «Пикник» 10. «Круиз» Открытие года 1. «Наутилус Помпилиус» 2. «Бригада С» 3. «Чёрный кофе» 4. «Мираж» 5. «Мастер» | Гитаристы 1. Владимир Кузьмин 2. Валерий Гаина 3. Сергей Кудишин (экс-«Чёрный кофе») 4. Андрей Большаков («Мастер») 5. Владимир Холстинин («Ария») Бас-гитаристы 1. Валентин Лёзов («Динамик») 2. Александр Кутиков 3. Александр Грановский («Мастер») 4. Игорь Куприянов («Чёрный кофе») 5. Леонид Гуткин («Автограф») Ударные инструменты 1. Сергей Ефимов («Круиз») 2. Александр Бах («Динамик») 3. Сергей Черняков («Чёрный кофе») Миньон 1. «Чёрный кофе» 2. «Алиса» 3. «Алла Пугачёва. Надо же… / Кристина Орбакайте. Факир» 4. «Окраина» — Алла Пугачёва 5. «Две звезды» — Алла Пугачёва и Владимир Кузьмин Лучшее оформление пластинки 1. «Реки и мосты» — «Машина времени» 2. «Переступи порог» — «Чёрный кофе» 3. «Бархатный сезон» — Валерий Леонтьев 4. «Моя любовь» — Владимир Кузьмин 5. «Мельница» — Игорь Николаев Лучшая песня 1. «Алло!» — Алла Пугачёва 2. «Листья» — группа «Чёрный кофе» 3. «Музыка под снегом» — группа «Машина времени» 4. «Владимирская Русь» — группа «Чёрный кофе» 5. «Шар цвета хаки» — группа «Наутилус Помпилиус» 6. «Воля и разум» — группа «Ария» 7. «Она идёт по жизни смеясь» — группа «Машина времени» 8. «Скованные одной цепью» — группа «Наутилус Помпилиус» 9. «Дай помечтать» — Александр Кутиков; «Последнее письмо (Гудбай, Америка)» — группа «Наутилус Помпилиус» 10. «Казанова» — группа «Наутилус Помпилиус» |

## 1988 год
Лучшая певица
1. Алла Пугачёва
2. Жанна Агузарова
3. Лариса Долина
4. Настя Полева
5. Наталья Гулькина
6. Ольга Кормухина
7. София Ротару
8. Лайма Вайкуле
9. Дарья Меньшикова
10. Ирина Аллегрова

Лучший певец
1. Владимир Кузьмин
2. Вячеслав Бутусов
3. Александр Серов

Лучшая группа
1. «Наутилус Помпилиус»
2. «Динамик»
3. «Чёрный Кофе»

Лучшая песня
1. «Я хочу быть с тобой» — «Наутилус Помпилиус»
2. «Птица певчая» — Алла Пугачёва
3. «Группа крови» — «Кино»
4. «Капитан» — Владимир Кузьмин
5. «Полковник Васин» — «Аквариум»
6. «Карина» — Сергей Минаев
7. «В наших глазах» — «Кино»
8. «Скованные одной цепью» — «Наутилус Помпилиус»
9. «Ленинградское время» — «Секрет»
10. «Белые розы» — «Ласковый май»

## 1989 год
Лучшая певица
1. Алла Пугачёва
2. Наталья Гулькина
3. Ирина Аллегрова
4. Татьяна Овсиенко
5. Светлана Разина
6. Жанна Агузарова
7. Ольга Кормухина
8. Маша Распутина
9. Лариса Долина
10. Настя Полева

Лучший певец
1. Дмитрий Маликов; Женя Белоусов
2. Дмитрий Варшавский; Константин Пахомов
3. Владимир Кузьмин; Виктор Цой

Лучшая группа
1. «Ласковый май»
2. «Электроклуб»
3. «Кино»

## 1990 год
Лучшая певица
1. Ирина Аллегрова
2. Наталья Гулькина
3. Светлана Разина
4. Алла Пугачёва
5. Татьяна Овсиенко
6. Жанна Агузарова
7. Катя Яковлева; Люся Розанова
8. Алёна Апина; Марина Журавлёва
9. Наташа Королёва
10. София Ротару

Лучший певец
1. Виктор Цой
2. Дима Маликов
3. Саша Хлопков; Рома Жуков
4. Олег Газманов; Андрей Державин
5. Валерий Леонтьев
6. Владимир Кузьмин
7. Михаил Муромов
8. Игорь Богачёв; Юрий Шатунов
9. Дмитрий Варшавский
10. Александр Иванов

Лучшая группа
1. «Кино»
2. «Кар-мэн»
3. «Любэ»

## 1991 год
Лучшая певица
1. Ирина Аллегрова
2. Татьяна Овсиенко
3. Алла Пугачёва
4. Маша Распутина
5. Алёна Апина
6. Наташа Королёва
7. Барби
8. Джоан Стингрей
9. Наталья Гулькина
10. Настя Полева

Лучший певец
1. Виктор Цой
2. Богдан Титомир
3. Олег Газманов

Лучшая группа
1. «Технология»
2. «Кино»
3. «Кар-мэн»

Лучшая песня
1. «Ерунда» — Богдан Титомир
2. «Странные танцы» — «Технология»
3. «Бомбей-буги» — «Кар-Мэн»
4. «Фотография 9х12» — Ирина Аллегрова
5. «Нажми на кнопку» — «Технология»
6. «Не было печали» — Ирина Аллегрова
7. «Странник» — Владимир Пресняков-мл.
8. «Звезда по имени Солнце» — «Кино»
9. «Странник мой» — Ирина Аллегрова
10. «Морячка» — Олег Газманов
11. «Делай, как я» — Богдан Титомир
12. «Играй, музыкант» — Маша Распутина
13. «Ксюша» — Алёна Апина
14. «Танцы на воде» — Вадим Усланов
15. «Бог тебя накажет» — «Фристайл»
16. «Bad Russians» («Плохие русские») — «Кар-Мэн»
17. «Я родилась в Сибири» — Маша Распутина
18. «Мальчик в кепочке» — «На-На»
19. «Безобразная Эльза» — «Крематорий»

## 1996 год
Лучшая певица
1. Татьяна Буланова
2. Линда
3. Ирина Аллегрова
4. Лада Дэнс
5. Татьяна Маркова
6. Ирина Салтыкова
7. Татьяна Овсиенко
8. Лариса Черникова
9. Алёна Свиридова
10. Кристина Орбакайте

Лучший певец
1. Влад Сташевский
2. Валерий Меладзе
3. Филипп Киркоров
4. Валерий Леонтьев
5. Дмитрий Маликов
6. Владимир Кузьмин
7. Михаил Шуфутинский
8. Леонид Агутин
9. Александр Буйнов
10. Кай Метов

Лучшая группа
1. «Иванушки International»
2. «Агата Кристи»
3. «Лицей»
4. «Любэ»
5. «Нэнси»
6. «Мечтать»
7. «На-На»
8. «Технология»
9. «Браво»
10. «ДДТ»

Прорыв года
1. «Иванушки International»
2. «Мечтать»
3. «Нэнси»
4. «Лицей»
5. DJ Грув
6. «Восток»
7. «Технология»
8. «Arrival»
9. Ирина Салтыкова
10. Диана

Лучший диск
1. «Конечно он» — «Иванушки International»
2. «Последний романтик» — Валерий Меладзе
3. «Комбат» — «Любэ»
4. «Коллекция» (бокс-сет) — Алла Пугачёва
5. «Я тучи разведу руками» — Ирина Аллегрова
6. «Героин ноль» — «Агата Кристи»
7. «Моё русское сердце» — Татьяна Буланова
8. «Лётчик» — «Мечтать»
9. «Давай, давай» — «Русский размер» и Профессор Лебединский
10. «Up All Night» — «East 17»

Разочарование года
1. Филипп Киркоров
2. «На-На»
3. «Парк Горького»
4. Алла Пугачёва
5. Маша Распутина
6. «Агата Кристи»
7. «Русский размер»
8. Ирина Салтыкова
9. Анжелика Варум
10. Валерий Меладзе

## 2003 год
Дебют года
1. «Глюк'oza»
2. Пьер Нарцисс
3. Вадим Азарх
4. Юлия Савичева
5. Никита Малинин
6. Анастасия Стоцкая; «Фабрика»; Мария Ржевская; Алексей Гоман; «Токио»; Иракли; «Кипелов»; Юлия Бужилова; Варвара; «Lumen»; «Ber-Linn»; Малина; «Слот»; «Полюса»; «Мара»

Группа года
1. «Smash!!»
2. «ВИА Гра»
3. «Премьер-министр»
4. «Тату»
5. «Hi-Fi»
6. «Корни»
7. «Гости из будущего»
8. «Фабрика»
9. «Руки Вверх!»
10. «Дискотека Авария»
11. «Reflex»; «Динамит»; «Иванушки International»; «Ночные снайперы»; «Отпетые мошенники»; «Юта»; «Monokini»; «Plazma»; «Сливки»; «Смысловые галлюцинации»; «МультFильмы»; «Блестящие»

Солист года
1. Филипп Киркоров
2. Витас
3. Олег Газманов
4. Авраам Руссо
5. Дима Билан
6. Гарик Сукачëв
7. Валерий Кипелов («Кипелов»)
8. Никита Малинин
9. Валерий Меладзе
10. Вячеслав Бутусов
11. Андрей Губин; Максим Леонидов; Вадим Азарх; Михаил Гребенщиков; Валерий Леонтьев; Владимир Кузьмин; Сергей Жуков; Константин Кинчев («Алиса»); Сергей Шнуров; Николай Расторгуев («Любэ»); Шура; Николай Басков; Дмитрий Маликов; Борис Моисеев; Леонид Агутин; Александр Васильев («Сплин»); Юрий Шатунов; Илья Лагутенко («Мумий Тролль»); Александр Буйнов

Солистка года
1. Алла Пугачёва
2. Валерия
3. Кристина Орбакайте
4. Маша Распутина
5. Диана Арбенина («Ночные снайперы»)
6. Анастасия Стоцкая
7. Татьяна Буланова
8. Ирина Аллегрова
9. Катя Лель
10. Юлия Савичева
11. Алёна Свиридова; Анита Цой; София Ротару; Варвара; Лариса Долина; Мария Ржевская; Жасмин; Юта; Алëна Апина; Светлана Сурганова; Лолита; Лайма Вайкуле; Фрида; Саша

Альтернатива года
1. «Ленинград»
2. «Король и Шут»
3. «Butch»
4. «НАИВ»
5. «Звери»
6. «Каста»; «Смысловые галлюцинации»; Жанна Агузарова; «Ногу свело!»; «Танцы Минус»; «I.F.K.»; «Тараканы!»; Найк Борзов; «Lumen»; «Бони НЕМ»

Рок-группа года
1. «Би-2»
2. «ДДТ»
3. «Машина времени»
4. «Ария»
5. «Чайф»
6. «Мумий Тролль»
7. «Ночные снайперы»
8. «Сплин»
9. «Алиса»
10. «Смысловые галлюцинации»
11. «Моральный кодекс»; «Звери»; «НАИВ»; «Ю-Питер»; «Танцы Минус»; «Агата Кристи»; «Пикник»; «АукцЫон»; «Вопли Видоплясова»; «Ногу свело!»; «Butch»; «Океан Ельзи»; «Конец фильма»

Танцевальный проект года
1. «Глюк'oza»
2. «Дискотека Авария»
3. «Гости из будущего»
4. «Reflex»
5. «Triplex»
6. Верка Сердючка; Татьяна Буланова; «ВИА Гра»; Филипп Киркоров; Катя Лель; «Plazma»; «Тату»; Дима Билан; Пьер Нарцисс; Валерия; «Руки Вверх!»; Кристина Орбакайте; Авраам Руссо; «Блестящие»; «Фабрика»; Андрей Губин; «Hi-Fi»; Саша; «Smash!!»; «Сливки»; «Динамит»; Жасмин

Иностранный артист года
1. Мадонна
2. Робби Уильямс
3. Ин-Грид
4. Дайдо
5. Пинк
6. «Enigma»
7. «HIM»
8. Моби
9. Кайли Миноуг
10. «Rammstein»
11. Бритни Спирс; Наталия Орейро; «A-ha»; «Evanescence»; Пол Маккартни; Шер; «Linkin Park»; Авриль Лавин; Джастин Тимберлейк; «Metallica»; Патрисия Каас; Эрос Рамаззотти; «The Rasmus»; «Blur»; «Limp Bizkit»

Концерт года
1. «Ария». «Крещение огнём» (Дворец спорта)
2. Кристина Орбакайте и Авраам Руссо. «Просто любить тебя» (Кремль)
3. «Алиса». XX (Дворец спорта)
4. «Smash!!». «Live on Freeway» (ГКЗ Россия)
5. «Король и Шут». «Для тебя» (Олимпийский)
6. Премия Муз-ТВ 2003 (Олимпийский); Филипп Киркоров в ГКЗ Россия; Валерия в Кремле; Верка Сердючка во Дворце спорта; Ирина Аллегрова в ГКЗ Россия; «Фабрика звёзд 3» (Олимпийский); «Секрет» в Кремле; Лолита в ГКЗ Россия; «Кипелов» во Дворце спорта; «Неприкасаемые» в ГКЗ Россия; «Песня года» (Кремль); «АукцЫон» во МХАТ им. Горького; юбилейный концерт Бориса Гребенщикова в Кремле; «Чайф» в ДК Горбунова; Золотой граммофон (Кремль); «НАИВ» в ДК Горбунова

Гастроли года
1. Пол Маккартни на Красной площади
2. Робби Уильямс в Олимпийском
3. Дискотека 80-х (Дворец спорта)
4. «A-ha» в Кремле
5. Мэрайя Кэри в Кремле
6. «Massive Attack» и Дэйв Гаан в Олимпийском; Бьорк в Олимпийском; Элтон Джон в Кремле; Эрос Рамаззотти в Кремле; Наталия Орейро в Кремле; «Blur» в ДК Горбунова; Моби во Дворце спорта; «Def Leppard» во Дворце спорта; «Mogwai» в клубе «16 тонн»; Пол Окенфолд в Арт-центре на Плющихе

Сексуальный артист года
1. «ВИА Гра»
2. Карина Кокс («Сливки»)
3. Дима Билан
4. Никита Малинин
5. Катя Лель
6. Вадим Азарх; Ирина Аллегрова; Филипп Киркоров; Лолита; Валерий Леонтьев; Анастасия Стоцкая; Кристина Орбакайте; Маша Распутина; Алла Пугачёва; Юта; Кирилл Андреев («Иванушки International»); Саша; София Ротару; Борис Моисеев; Варвара; Сергей Жуков

Разочарование года
1. Земфира
2. Юрий Шевчук
3. «Тату»
4. «Мумий Тролль»
5. Шура
6. «Пропаганда»; Лариса Долина; «Ария»; «Конец фильма»; Ирина Аллегрова; «Иванушки International»; «Блестящие»; «Стрелки»; Жасмин; «Руки Вверх!»; «Дискотека Авария»; Игорь Николаев; «Отпетые мошенники»; Лайма Вайкуле; Сергей Шнуров; «7Б»

Исчезновение года
1. Вячеслав Петкун

Возвращение года
1. Валерия

Ностальгия года
1. Desireless

## 2004 год
Дебют года
1. «Уматурман»
2. Ирина Дубцова
3. Ёлка
4. Иракли
5. Серёга

Солистка года
1. Кристина Орбакайте
2. Линда
3. Валерия
4. Глюкоза
5. Лолита

Солист года
1. Дима Билан
2. Витас
3. Борис Моисеев
4. Дмитрий Маликов
5. Филипп Киркоров

Группа года
1. «Smash!!»
2. «ВИА Гра»
3. «Корни»
4. «Дискотека Авария»
5. «Премьер-министр»

Танцевальный проект
1. «O-Zone»
2. DJ Грув
3. «Reflex»
4. «Monokini»
5. «Triplex»

Альтернатива года
1. Линда
2. «Уматурман»
3. «Ленинград»
4. «Ногу свело!»
5. «5’Nizza»

Рок-группа года
1. «Би-2»
2. «Звери»
3. «Ночные снайперы»
4. «Ария»
5. «Ю-Питер»

Концерт года
1. «Премьер-министр». №1 (ГКЗ Россия)
2. «Машина времени» на Красной площади
3. «Звери» в Олимпийском
4. «Браво». XX (Кремль)
5. Борис Моисеев. «Навеки ваш» (ГКЗ Россия)

Видео года
1. «Петербург-Ленинград» — Людмила Гурченко и Борис Моисеев
2. «Асфальт» — «Ночные снайперы»
3. «Притяженья больше нет» — «ВИА Гра» и Валерий Меладзе
4. «Чёрный бумер» — Серёга
5. «Суровый рэп» — «Дискотека Авария»

Ремейк года
1. «Служебный роман» (из х/ф «Служебный роман») — DJ Грув
2. «Faith» — «Smash!!»
3. «Белые розы» — Жанна Агузарова
4. «Кафешка» (ранее исполнял дуэт Алла Пугачёва & Максим Галкин) — Алла Пугачёва и Мигель
5. «The Show Must Go On» — Филипп Киркоров и «Хор Турецкого»

Sexy года
1. Лолита

## 2005 год
Дебют года
1. Сергей Зверев

Группа года
1. «Дискотека Авария»

Певица года
1. Кристина Орбакайте

Певец года
1. Николай Басков

Альтернатива года
1. «Ногу свело!»

Рок-группа года
1. «Uma2rman»

Танцевальный проект года
1. Сергей Лазарев

Рок-альбом года
1. «Нечётный воин»

Поп-альбом года
1. «Дневники» — «Корни»

Концерт года
1. Ким Брейтбург. Юбилейный концерт «Просто песня»
2. «Кипелов». «Реки времён тур: Москва 2005» (28 мая 2005, ДС Лужники); «Uma2rman»; Валерий Леонтьев. 2005; Валерий Меладзе. «Океан»

Дуэт года
1. Валерия и Стас Пьеха

Видео года
1. «Иностранец» — Валерий Меладзе

Событие года
1. Конкурс молодых исполнителей «Новая волна 2005»

## 2006 год
Прорыв года
1. «Город 312»
2. МакSим
3. «Ранетки»
4. «Чили»
5. Александр Панайотов

Солист года
1. Сергей Лазарев
2. Валерий Меладзе
3. Дима Билан
4. Филипп Киркоров
5. Влад Топалов

Солистка года
1. Валерия
2. Кристина Орбакайте
3. Жанна Фриске
4. Согдиана
5. Виктория Дайнеко

Группа года
1. «Челси»
2. «Дискотека Авария»
3. «Чили»
4. «Тату»
5. «Звери»

Танцевальный проект года
1. «Reflex»
2. Vengerov & Fedoroff
3. «Дискотека Авария»
4. DJ Slon
5. МакSим

Альтернатива года
1. Пелагея
2. «НАИВ»
3. «Тараканы!»
4. «NetSlov»
5. «Ногу свело!»

Рок-группа года
1. «ГДР»
2. «Токио»
3. «Алиса»
4. «Ария»
5. «Кипелов»

Хип-хоп-проект
1. Серёга
2. «Банд’Эрос»
3. Бьянка
4. Тимати
5. Лигалайз

Видео года
1. «Полетели» — Филипп Киркоров
2. «Л.М.Л.» — «ВИА Гра»
3. «Миллион долларов США» — Серёга
4. «Never Let You Go» — Дима Билан
5. «Всё, что тебя касается» — «Звери»

Sexy Ж
1. Жанна Фриске
2. Анна Семенович («Блестящие»)
3. Анита Цой
4. Вера Брежнева («ВИА Гра»)
5. Сати Казанова («Фабрика»)

Sexy М
1. Дима Билан
2. Николай Басков
3. Сергей Лазарев
4. Влад Топалов
5. Прохор Шаляпин

Персона года
1. Лолита
2. Николай Басков
3. Алла Пугачёва
4. Дима Билан
5. Иосиф Пригожин

Событие года
1. Успехи России на Евровидении (Дима Билан, сёстры Толмачёвы)
2. Мадонна в Москве
3. Звёздный бэби-бум (рождение детей Алсу, Началовой, Баскова, беременность Глюкозы)
4. Покушение на Авраама Руссо
5. Конкурс «Новая волна 2006»

## 2007 год
Прорыв года
1. «Serebro»
2. «Потап и Настя»
3. Бьянка
4. Алексей Воробьëв
5. Дмитрий Колдун

Группа года
1. «Челси»
2. «Звери»
3. «Serebro»
4. «Мумий Тролль»
5. «ВИА Гра»

Солист года
1. Дима Билан
2. Сергей Лазарев
3. Дмитрий Колдун
4. Филипп Киркоров
5. Валерий Меладзе

Солистка года
1. МакSим
2. Земфира
3. Елена Терлеева
4. Алла Пугачёва
5. Валерия

Хип-хоп-проект года
1. «Потап и Настя»
2. Лигалайз
3. Бьянка
4. «Банд’Эрос»
5. Серёга

Танцевальный проект года
1. Сергей Лазарев
2. «Serebro»
3. Елена Терлеева
4. DJ Slon
5. «Чили»

Альтернатива года
1. Дельфин

Рок-группа года
1. «Би-2»
2. «Алиса»
3. «Ленинград»
4. «Lumen»
5. «Пилот»

Иностранный артист
1. «Linkin Park»

Альбом года
1. «Время-река» – Дима Билан
2. «Спасибо» – Земфира
3. «Мой рай» – МакSим
4. «Амба» – «Мумий Тролль»
5. «Moloko» – «Би-2»

Видео года
1. «Приглашение на закат» – Алла Пугачëва
2. «Миллион долларов» – Серëга
3. «Мы разбиваемся» – Земфира
4. «Поцелуи» – «ВИА Гра»
5. «Number One Fan» – Дима Билан

Событие и концерт года
1. Филипп Киркоров. Юбилейные шоу в Театре оперетты
2. Анита Цой. «На восток»
3. «Алиса»
4. Земфира. Концерт в Зелëном театре парка Горького
5. Дмитрий Маликов. «Pianomania»

Гастроли года
1. Бейонсе

Продюсер года
1. Константин Меладзе; Яна Рудковская
2. Виктор Дробыш
3. Игорь Матвиенко
4. Максим Фадеев

Sexy Ж
1. Алекса
2. Елена Темникова («Serebro»)
3. Настя Каменских («Потап и Настя»)
4. Бьянка
5. Вера Брежнева

Sexy М
1. Дмитрий Колдун
2. Алексей Воробьëв
3. Дима Билан
4. Сергей Лазарев
5. Роман Архипов («Челси»)

Персона года
1. Верка Сердючка
2. Алла Пугачëва
3. Сергей Зверев
4. Николай Басков
5. Максим Фадеев

Приз зрительских симпатий
1. Диана Гурцкая

Бессмертие
1. «Иванушки International»

Comeback (возвращение) года
1. Сергей Челобанов; Азиза

Юбилей года
1. Дмитрий Маликов

За юбилей
1. Алёна Апина (за 20-летие группы «Комбинация»)

Живой звук
1. Борис Моисеев

За обретение ориентации
1. Лолита

За участие в клипе А. Пугачëвой «Приглашение на закат»
1. Кристина Орбакайте

Киномузыка
1. Алексей Воробьëв

Неповторимый голос России
1. Маша Распутина

Союз года
1. Тамара Гвердцители и Ким Брейтбург

За вечную молодость и оптимизм
1. Юрий Антонов

Аншлаг
1. «Хор Турецкого»

## 2008 год
Прорыв
1. «Kvatro»
2. Пëтр Налич; «Бумбокс»; «Т9»; Татьяна Зыкина

Лучшая группа
1. «Ляпис Трубецкой»
2. «Город 312»; «Quest Pistols»; «Мумий Тролль»; «Бумбокс»

Лучшая певица
1. Валерия
2. Земфира; Кристина Орбакайте; Жанна Фриске; МакSим

Лучший певец
1. Сергей Лазарев
2. Влад Топалов; Дима Билан; Валерий Меладзе; Рома Зверь («Звери»)

Поп
1. Влад Топалов
2. «Дискотека Авария»; «Челси»; «Quest Pistols»; МакSим

Dance (Танцевальный проект)
1. «Дискотека Авария»
2. DJ Smash & «Fast Food»; Сергей Лазарев; Катя Чехова; «Инфинити»

Рок
1. «Ляпис Трубецкой»
2. «Аквариум»; Земфира; «Мумий Тролль»; «Би-2»

Шоу
1. Николай Басков. «Корабль судьбы» (Ледовый дворец)
2. «ДДТ». «Не стреляй!» (Олимпийский); «Алиса». «50 лет на земле» (Олимпийский); МакSим. «Мой рай» (Олимпийский); Валерий Меладзе. «Вопреки» (Олимпийский); «Новая волна» (Дзинтари)

Самое успешное видео
1. «The party's over» — Валерия
2. «Я устал» — «Quest Pistols»; «Контрабанды» — «Мумий Тролль»; «Lonely» — Дима Билан; «Отцы» — «Дискотека Авария»

Sexy М
1. Роман Архипов («Челси»)
2. Влад Топалов; Дима Билан; Антон Савлепов («Quest Pistols»); Стас Сацура

Sexy Ж
1. Анна Семенович
2. Вера Брежнева; Жанна Фриске; Анна Седокова; Лолита

Персона года
1. Яна Рудковская
2. Валерия; Николай Басков; МакSим; Дима Билан

Легенда
1. Любовь Успенская

За 20-летие блистательного дебюта
1. Олег Газманов

## 2009 год
Прорыв года
1. Рома Кенга
2. «Винтаж»; «KIT-I»; «Градусы»; «23:45» & «5sta Family»

Артист года
1. Алла Пугачёва
2. Александр Рыбак; Дима Билан; Баста; Николай Басков

Певец года
1. Дима Билан
2. Сергей Лазарев; Александр Рыбак; Николай Басков; Григорий Лепс

Певица года
1. Валерия
2. Ани Лорак; Жанна Фриске; Лолита; Светлана Лобода

Группа года
1. «Quest Pistols»
2. «Мумий Тролль»; «БиС»; «Ранетки»; «KIT-I»

Хип-хоп
1. «Каста»
2. Баста; Гуф; Бьянка; Тимати

Поп
1. Сергей Лазарев
2. «А’Студио»; «Пара Нормальных»; «Reflex»; «БиС»

Dance
1. «Дискотека Авария»
2. Леонид Руденко; Bobina; DJ Smash & Тимати

Рок
1. «Звери»
2. «Мельница»; «Сплин»; «Ляпис Трубецкой»; «Amatory»

Альтернатива
1. «Lumen»
2. «Психея»; «Слот»; «Narkotiki»; «Кассиопея»

Альбом года
1. «Believe» — Дима Билан
2. «Культпросвет» — «Ляпис Трубецкой»; «Сигнал из космоса» — «Сплин»; «Журнал живого» — «Tequilajazzz»; «ОпиумRoz» — «Serebro»

Концерт года
1. «Мумий Тролль». «С новым годом!» (клуб Milk, Москва)
2. «Звери». Акустика (МХАТ им. Горького); Валерий Меладзе. «Вопреки» (Олимпийский); Алла Пугачëва. «Сны о любви» (Государственный Кремлёвский дворец); «Ранетки» в Олимпийском

Гастроль года
1. Мадонна. «Sticky & Sweet Tour»
2. Бритни Спирс. «The Circus Starring Britney Spears» (Олимпийский); Элтон Джон. «The Red Piano» (Олимпийский); «Massive Attack». «Massive Attack»; «A-ha». Тур в поддержку альбома «Foot of the Mountain»

Дуэт года
1. Николай Басков и Оксана Фёдорова

Персона года
1. Кристина Орбакайте
2. Александр Рыбак; Анастасия Приходько; Светлана Лобода; Сява

Разочарование года
1. Анастасия Приходько
2. Алла Пугачëва; Филипп Киркоров; Сергей Лазарев; МакSим

Событие года
1. Евровидение-2009

2–4. Смерть Майкла Джексона / прощальный тур Аллы Пугачëвой «Сны о любви» / II фестиваль «Сотворение мира»

5. А король-то лысый (стрижка наголо Филиппа Киркорова)
Легенда
1. Валерий Леонтьев

Высокая нота
1. Дмитрий Даниленко (победитель конкурса «Витебск–2009»)

Постоянство и неожиданность
1. Ирина Аллегрова

## 2011 год
Прорыв года
1. Иван Дорн
2. «Tesla Boy»
3. Женя Любич
4. Вася Обломов
5. «Обе две»

Артист года
1. Дима Билан
2. Ёлка
3. Илья Лагутенко
4. Алексей Воробьëв
5. Лоя

Группа года
1. «Винтаж»
2. «Би-2»
3. «Звери»
4. «Пицца»

Певец
1. Филипп Киркоров
2. Илья Лагутенко («Мумий Тролль», «Горностай»)
3. Дима Билан
4. Стас Михайлов
5. Григорий Лепс

Певица
1. Ёлка
2. Земфира
3. Елена Ваенга
4. Нюша
5. МакSим

Рок-проект
1. «Ария»
2. «Градусы»
3. «Пилот»
4. «Ляпис Трубецкой»
5. «ДДТ»

Альтернатива
1. Дельфин
2. «Горностай»
3. «Gorchitza»
4. «Кирпичи»
5. «Nrktk»

Поп-проект
1. «Quest Pistols»
2. «ДиО.фильмы»
3. «Винтаж»
4. «Serebro»
5. «Jukebox trio»

Dance
1. «Дискотека Авария»
2. «Serebro»
3. Нюша
4. «Tesla Boy»
5. DJ Smash

Хип-хоп
1. Ассаи
2. «Каста»
3. Баста
4. Noize MC
5. «Krec»

Иностранный артист
1. Дэвид Гетта
2. Джастин Бибер
3. Zaz
4. Эми Уайнхаус
5. Леди Гага

Альбом
1. «Мечтатель» — Дима Билан
2. «Точки расставлены» — Ёлка
3. «Юла» — «АукцЫон»
4. «Spirit» — «Би-2»
5. «Zorge» — «Zorge»

Концерт
1. Анита Цой. «Твоя А» (Кремль)
2. «ДДТ». «Иначе» (Олимпийский)
3. Филипп Киркоров. «ДруGOY» (Кремль)
4. «Ляпис Трубецкой» в Arena Moscow
5. «Мумий Тролль» в Олимпийском

Гастроль
1. Сезария Эвора. «De Tud Nha Coracon» (Крокус Сити холл)
2. «Maroon 5» в Крокус Сити холл
3. Пол Маккартни. «On the Run» (Олимпийский)
4. Роджер Уотерс. «The Wall Live[англ.]» (Олимпийский)
5. «Sade» в Крокус Сити холл

Дуэт года
1. «Потап и Настя»
2. «ДиО.фильмы»
3. Григорий Лепс и Валерий Меладзе («Обернитесь»)
4. Юлия Савичева и Джиган («Отпусти»)
5. Вера Брежнева и Dan Balan («Лепестками слëз»)

Sexy М
1. Макс Барских
2. Dan Balan
3. Дима Билан
4. Сергей Лазарев
5. Денис Майданов

Sexy Ж
1. Ани Лорак
2. Слава
3. «Serebro»
4. Вера Брежнева
5. Ева Польна

Персона года
1. Нюша
2. Филипп Киркоров
3. Стас Михайлов
4. Борис Моисеев
5. Алла Пугачёва

Разочарование года
1. «ВИА Гра»
2. «Ария»
3. Земфира
4. Алексей Воробьëв
5. Жанна Фриске

Событие
1. Филипп Киркоров. «ДруGOY»
2. Фестиваль «Нашествие» 10 лет
3. Пол Маккартни в Москве
4. Крым Мьюзик Фест[англ.]
5. Рок-протесты

## ZD Award2013
Прорыв
1. Наргиз Закирова
2. Дина Гарипова
3. Натали
4. Кирилл Батишта
5. «АнимациЯ»

Артист года
1. Григорий Лепс
2. Земфира
3. Филипп Киркоров
4. Борис Гребенщиков
5. Вася Обломов

Группа
1. «Нервы»
2. «Би-2»
3. «Винтаж»
4. «Руки Вверх!»
5. «Градусы»

Певец
1. Николай Басков
2. Дима Билан
3. Филипп Киркоров
4. Григорий Лепс
5. Валерий Меладзе

Певица
1. Анита Цой
2. Валерия
3. Земфира
4. Ани Лорак
5. Светлана Сурганова

Хип-хоп
1. Noize MC
2. Баста
3. Макс Корж
4. Влади
5. Oxxxymiron

Рок-группа
1. «Мумий Тролль»
2. «Ночные снайперы»
3. «Океан Ельзи»
4. «АукцЫон»
5. «Аквариум»

Иностранный артист
1. «Depeche Mode»
2. Бейонсе
3. Леди Гага
4. Эминем
5. Фрэнк Оушен

Альбом
1. «Зажигай сердце» — Ани Лорак
2. «Жить в твоей голове» — Земфира
3. «Баста 4» — Баста
4. «SOS матросу» — «Мумий Тролль»
5. «Внезапный будильник» — Гарик Сукачëв и «Неприкасаемые»

Концерт
1. Диана Арбенина. 20 лет на сцене (5 декабря, Крокус Сити холл)
2. Ани Лорак. Впервые в Москве (27 октября, ГКД)
3. Алсу. «Из 15 в 30!» (19 апреля, Крокус Сити холл)
4. «Океан Ельзи». Презентация альбома «Земля» (22—23 ноября, StadiumLive)
5. «Brainstorm». 10 лет в России (25 октября, StadiumLive)

Гастроли
1. Милен Фармер. «Timeless» (1 ноября, СК Олимпийский)
2. «Green Day». «99 Revolutions Tour» (21 июня, СК Олимпийский)
3. Элтон Джон (6 декабря, Крокус Сити холл)
4. «Depeche Mode» «Delta Machine Tour» (22 июня, стадион Локомотив)
5. «The Killers». Park Live Festival (29 июня, ВВЦ)

Дуэт
1. Григорий Лепс и Ани Лорак — «Зеркала»
2. Ирина Аллегрова и Слава — «Первая любовь»
3. «Brainstorm» и Влади — «Ступени»
4. Вася Обломов и Гарик Сукачëв — «Грёбаный стыд»
5. «Дискотека Авария» и Кристина Орбакайте — «Прогноз погоды»

Видео года
1. «Жара» — «Quest Pistols»
2. «Сумка» — «Ленинград»
3. «Мало тебя» — «Serebro»
4. «О Боже, какой мужчина!» — Натали
5. «Bad Motherfucker» — «Biting Elbows»

Sexy М
1. Дима Билан
2. Сергей Лазарев
3. Сергей Волчков
4. Тимур Родригез
5. Тимати

Sexy Ж
1. Ани Лорак
2. МакSим
3. Нюша
4. Анна Плетнёва («Винтаж»)
5. Сати Казанова

Провал года
1. Земфира
2. Иван Дорн
3. «ВИА Гра»
4. Стас Михайлов
5. Макс Корж

Событие года
1. 60-летие Бориса Гребенщикова
2. Проект «Господин хороший» с Васей Обломовым
3. Завершение панк-эпохи (смерть Михаила Горшенёва и прощальный тур группы «Король и Шут»)
4. Амнистия «Pussy Riot»
5. Группа «The Uchpochmack»

## ZD Award2014
Прорыв года
1. Егор Крид
2. «MBAND»
3. «IOWA»
4. «НеАнгелы»
5. Оля Полякова

Артист года
1. Григорий Лепс
2. Дима Билан
3. Алла Пугачёва
4. Николай Басков
5. Лолита

Группа года
1. «А’Студио»
2. «Пицца»
3. «Serebro»
4. «Винтаж»
5. «Дискотека Авария»

Певец года
1. Сергей Лазарев
2. Дима Билан
3. Филипп Киркоров
4. Emin
5. Антон Беляев

Певица года
1. Полина Гагарина
2. Ани Лорак
3. Нюша
4. Ёлка
5. Валерия

Хип-хоп
1. Макс Корж
2. Джиган
3. L'One
4. Noize MC
5. Oxxxymiron

Dance (танцевальный проект)
1. Тимур Родригез
2. Бьянка
3. «Alien 24» (сайд-проект Димы Билана)
4. «Дискотека Авария»
5. «Swanky Tunes»

Поп
1. Натали
2. МакSим
3. «Дискотека Авария»
4. «Руки Вверх!»
5. «A-Dessa»

Рок
1. «Би-2»
2. «Сплин»
3. «Мумий Тролль»
4. «Ночные снайперы»
5. «Машина времени»

Иностранный артист
1. Кончита Вурст
2. Stromae
3. Кайза
4. Фаррел Уильямс
5. Джон Ньюмен

Альбом года
1. «Объединение» — Нюша
2. «Гангстер № 1» — Григорий Лепс
3. «Decamerone» — «Винтаж»
4. «Резонанс» (двойной) — «Сплин»
5. «Соль» — Борис Гребенщиков

Концерт (шоу) года
1. Дима Билан. 33 (Крокус Сити холл)
2. «Винтаж». «Запретный мир» (Ray Just Arena)
3. «Машина времени» 45 лет (Лужники)
4. «Любэ» 25 лет (Олимпийский)
5. «Хор Турецкого». «Мужской взгляд на любовь» (Олимпийский)

Гастроль года
1. «Linkin Park». Live in Moscow (Олимпийский)
2. Энрике Иглесиас. «Sex and love» (Крокус Сити холл)
3. «Roxette». Live in Russia (Крокус Сити холл)
4. «Aerosmith». «The Global Warming World Tour» (Олимпийский)
5. «Black Sabbath». «13» (Олимпийский)

Дуэт года
1. Ирина Дубцова и Любовь Успенская — «Я тоже его люблю»
2. Сати Казанова и Arsenium — «До рассвета»
3. Джиган и Юлия Савичева — «Любить больше нечем»
4. Emin и Светлана Лобода — «Смотришь в небо»
5. Ирина Аллегрова и Слава — «Любовь последняя»

Видеоклип года
1. «Кумир» — Филипп Киркоров
2. «Самая самая» — Егор Крид
3. «Санта Лючия» — «Quest Pistols»
4. «Береги меня» — Анита Цой
5. «На скотч» — Лолита

Sexy М
1. Emin
2. Сергей Лазарев
3. Егор Крид
4. Макс Корж
5. Сергей Михалок («Brutto»)

Sexy Ж
1. Бьянка
2. Ани Лорак
3. Вера Брежнева
4. Анна Седокова
5. Светлана Лобода

Персона года
1. Диана Арбенина
2. Андрей Макаревич
3. Анастасия и Мария Толмачёвы
4. Григорий Лепс
5. Филипп Киркоров

Запрет года
1. «Океан Ельзи»
2. Иосиф Кобзон, Олег Газманов и Валерия на «Новой волне»
3. Мэрилин Мэнсон
4. Диана Арбенина
5. Андрей Макаревич

Событие года
1. Концерт Валерии в Альберт-холл
2. Творческий вечер Аллы Пугачëвой на «Новой волне»
3. Юбилей Игоря Крутого в Кремле
4. Прощальный концерт группы «Ляпис Трубецкой» в «ГлавClub»
5. «Youбилей Бориса Моисеева» в Кремле

Специальным призом «За вклад в эстрадную культуру и верность „Звуковой дорожке“» были награждены: Игорь Крутой, Александр Серов, «Самоцветы», «Блестящие», Дмитрий Маликов, Алсу, Николай Трубач, Борис Моисеев, Анита Цой, Валерий Леонтьев, Лолита, Алина Артц, Ирина Нельсон, Денис Клявер, Сати Казанова, Arsenium, «Руки вверх», Ани Лорак, Владимир Пресняков, Никита Пресняков, Анна Семенович, Ёлка, Игорь Николаев, Николай Басков, Софи, Наргиз Закирова, Юрий Шатунов, Анна Шульгина, «Дискотека Авария», «Хор Турецкого».

## ZD Award2015
Прорыв года
1. «Burito»
2. «MBAND»
3. «Время и Стекло»
4. «Моя Мишель»
5. «The Jack Wood»

Артист года
1. Анита Цой
2. Филипп Киркоров
3. Полина Гагарина
4. Земфира
5. Диана Арбенина

Группа года
1. «MBAND»
2. «Винтаж»
3. «Би-2»
4. «Trubetskoy»
5. «Brainstorm»

Певица года
1. Пелагея
2. Наргиз
3. Полина Гагарина
4. Ани Лорак
5. Светлана Лобода

Певец года
1. Дима Билан
2. Сергей Лазарев
3. Григорий Лепс
4. Emin
5. Егор Крид

Хип-хоп
1. Баста
2. Влади
3. L'One
4. Скриптонит
5. Zveroboy (Никита Горюк)

Рок
1. Вячеслав Бутусов
2. Земфира
3. Диана Арбенина
4. «Ленинград»
5. «Мумий Тролль»

Поп
1. «Serebro»
2. Тимур Родригез
3. Егор Крид
4. Нюша
5. «Reflex»

Dance / electronic
1. «Alien 24» (сайд-проект Димы Билана)
2. «Quest Pistols Show»
3. «Руки Вверх!»
4. «Therr Maitz»
5. «A-Dessa»

Иностранный артист
1. «Muse»
2. Адель
3. Мадонна
4. Сэм Смит
5. «Coldplay»

Альбом года
1. «Не молчи» – Дима Билан
2. «Горгород» – Oxxxymiron
3. «Export» – «IOWA»
4. «#МируМир» – «Сурганова и оркестр»
5. «Пиратские копии» – «Мумий Тролль»

Концерт (шоу) года
1. Вячеслав Бутусов. Акустический вечер (Крокус Сити холл)
2. Сергей Лазарев. «The best» (Крокус Сити холл)
3. «По-настоящему рядом». Песни Виктора Цоя в исполнении Земфиры, «Чайф», «Смысловые галлюцинации», Г. Сукачёва, О. Кормухиной (Воробьёвы горы)
4. Диана Арбенина и Юрий Башмет (Крокус Сити холл)
5. «Quest Pistols Show». «Futurismo» (Крокус Сити холл)

Гастроль года
1. Робби Уильямс. «Let Me Entertain You» (Олимпийский)
2. «Aerosmith» на Дне города Москвы (Лубянская площадь)
3. «Muse» на Park Live Festival («Открытие Арена»)
4. «Metallica». «In concert» (Олимпийский)
5. «Fall Out Boy». «American Beauty/American Psycho Tour» (StadiumLive)

Дуэт года
1. Валерий и Константин Меладзе — «Мой брат»
2. Наталья Подольская и Владимир Пресняков (младший) – «Кислород»
3. Григорий Лепс и Ани Лорак – «Уходи по-английски»
4. Natan и Тимати – «Дерзкая»
5. Валерия и Анна Шульгина – «Ты моя»

Видеоклип года
1. «Не молчи» — Дима Билан
2. «Я не буду» — Полина Гагарина
3. «Лето. Латте. Любовь» – Анита Цой
4. «Иордан» – Noize MC и «Atlantida Project»
5. «Magister Bibendi» – «Trubetskoy»

Sexy Ж
1. «Serebro»
2. Вера Брежнева
3. Полина Гагарина
4. Татьяна Котова
5. Слава

Sexy М
1. Дан Балан
2. «MBAND»
3. Стас Костюшкин
4. Егор Крид
5. Иван Дорн

Персона года
1. Полина Гагарина
2. Земфира
3. Борис Гребенщиков
4. Баста
5. Андрей Макаревич

Событие года
1. «Новая волна 2015» в Сочи
2. «Евровидение-2015»
3. «По-настоящему рядом». Песни Виктора Цоя в исполнении Земфиры, «Чайф», «Смысловые галлюцинации», Г. Сукачёва, О. Кормухиной
4. «Tequilajazzz». Концерт «150 планетарных колец» («Yotaspace»)
5. Концерт «Курёхин и Айги в Консерватории»

## ZD Award2016
Прорыв года
1. Alekseev

Артист года
1. Alekseev

Певец года
1. Дима Билан

Певица года
1. Наргиз

Группа года
1. «Винтаж»

Поп
1. «Serebro»

Dance (Танцевальный проект)
1. «Время и Стекло»

Хип-хоп
1. Баста

Рок
1. «Ленинград»

Иностранный артист
1. Рианна

Альбом года
1. «Гравитация» – L'One

Концерт года
1. Земфира в Олимпийском

Шоу года
1. Анита Цой. «10/20»

Гастроль года
1. «Metallica» в Олимпийском

Дуэт года
1. Наргиз и Максим Фадеев – «Вдвоём»

Видеоклип года
1. «К чёрту любовь» – Loboda

Персона года
1. Сергей Лазарев

МеgаBeat Awards
1. «Lumen»

За вклад в эстрадное искусство
1. Григорий Лепс

Возвращение года
1. Александр Панайотов

Международный прорыв
1. Витас

## ZD Award2017
Прорыв
1. Ольга Бузова
2. «Estradarada»
3. Элджей
4. «Грибы»
5. T-Fest

Артист года
1. Григорий Лепс
2. Дима Билан
3. Валерий Меладзе
4. Loboda
5. Сергей Шнуров

Группа
1. «MBAND»
2. «Ленинград»
3. «Serebro»
4. «Градусы»
5. «Artik & Asti»

Певец года
1. Александр Панайотов
2. Сергей Лазарев
3. Григорий Лепс
4. Макс Барских
5. Леонид Агутин

Певица года
1. Полина Гагарина
2. Ани Лорак
3. Loboda
4. Ёлка
5. Елена Темникова

Поп
1. «ВИА Гра»
2. «Serebro»
3. Егор Крид
4. «Burito»
5. Макс Барских

Dance (Танцевальный проект)
1. Елена Темникова
2. «Время и Стекло»
3. Loboda
4. Егор Крид
5. «Estradarada»

Рок
1. «Би-2»
2. «Ночные снайперы»
3. «Пицца»
4. «Сплин»
5. «Мумий Тролль»

Хип-хоп
1. Баста
2. Oxxxymiron
3. T-Fest
4. «MiyaGi & Эндшпиль»
5. Pharaoh

Иностранный артист
1. «Imagine Dragons»
2. LP
3. «Portugal. The Man»
4. Луис Фонси
5. Rag’n’Bone Man

Альбом
1. «ТыЧегоТакойСерьезный» – Григорий Лепс
2. «Эгоист» – Дима Билан
3. «H2LO» – Loboda
4. «Горизонт событий» – «Би-2»
5. «Белый альбом» – «Burito»

Концерт (шоу)
1. Григорий Лепс. «#ТыЧегоТакойСерьезный» (Крокус Сити Холл)
2. Дима Билан. «Опять 35» (Крокус Сити Холл)
3. «Nautilus Pompilius». «35 лет. Гудбай, Америка!» (Крокус Сити Холл)
4. «Ленинград». «20 лет на радость» («Открытие Арена»)
5. «Мумий Тролль». «Морская. 20» (Крокус Сити Холл)

Гастроль
1. «Aerosmith». «Aero-Vederci, baby!» (Олимпийский)
2. «Depeche Mode». «Global Spirit Tour» («Открытие Арена»)
3. «System of a Down» на Park Live Festival («Арена ЦСКА»)
4. «Kiss». «KissWorld 2017» (Олимпийский)
5. Игги Поп в клубе Stadium

Дуэт
1. Григорий Лепс и Максим Фадеев – «Орлы или вороны»
2. Дима Билан и Сергей Лазарев – «Прости меня»
3. Анжелика Варум и Игорь Крутой – «Опоздавшая любовь»
4. Егор Крид и Molly – «Если ты меня не любишь»
5. «Би-2» и Oxxxymiron – «Пора возвращаться домой»

Песни года
1. «Держи» – Дима Билан
2. «Вите надо выйти» – «Estradarada»
3. «Случайная» – Loboda
4. «Драмы больше нет» – Полина Гагарина
5. «Движения» – Елена Темникова
6. «Lucky Stranger» – Сергей Лазарев
7. «Впусти музыку» – Ёлка
8. «Despacito» – Луис Фонси и Дэдди Янки
9. «Неделимы» – «Artik & Asti»
10. «Сопрано» – Мот и Ани Лорак

Видеоклип года
1. «Лабиринты» – Дима Билан
2. «Экстаз» – «Ленинград»
3. «Розовое вино» – Федук и Элджей
4. «Тролль» – «Время и Стекло»
5. «Тает лёд» – «Грибы»

Тренд года (Модная музыка)
1. Елена Темникова
2. Alekseev
3. Monatik
4. Элджей
5. «Грибы»

МеgаBeat Awards
1. «Ногу свело!»
2. Ник Рок-н-ролл и «AzZzA»
3. «PuzzleWood»
4. «Mojo Shuffle»
5. «The Hatters»

Персона года
1. Алла Пугачёва
2. Андрей Макаревич
3. Николай Басков
4. Елена Темникова
5. Ольга Бузова

## ZD Award2019
Прорыв года
1. «Little Big»
2. Zivert
3. Alyona Alyona
4. Лёша Свик
5. Звонкий

Артист года
1. Loboda
2. Тима Белорусских
3. Zivert
4. Филипп Киркоров
5. Анита Цой

Группа года
1. «Би-2»
2. «Little Big»
3. «Ленинград»
4. «Artik & Asti»
5. «2Маши»

Певец года
1. Макс Барских
2. Сергей Лазарев
3. Дима Билан
4. Тима Белорусских
5. Филипп Киркоров

Певица года
1. Полина Гагарина
2. Loboda
3. Zivert
4. Лолита
5. Анита Цой

Хип-хоп
1. Face
2. «Каста»
3. Alyona Alyona
4. Big Russian Boss
5. МС Сенечка

Танцевальный проект
1. Ольга Бузова
2. «Little Big»
3. Макс Барских
4. Zivert
5. Maruv

Поп
1. Zivert
2. «Artik & Asti»
3. Макс Барских
4. Егор Крид
5. «HammAli & Navai»

Рок-исполнитель
1. Найк Борзов
2. «Би-2»
3. Диана Арбенина
4. Борис Гребенщиков
5. «Петля Пристрастия»

Иностранный артист
1. Ed Sheeran
2. Billie Eilish
3. Lana Del Rey
4. Kanye West
5. «Bring Me the Horizon»

Альбом года
1. «Sold Out» — Loboda
2. «Твой первый диск — моя кассета» — Тима Белорусских
3. «Slime» — Face
4. «Об изъяне понятно» — «Каста»
5. «Так закалялась сталь» — «Shortparis»

Концерт (шоу) года
1. Алла Пугачёва. P.S. Кремль
2. «Би-2». New Best. ВТБ Арена
3. Елена Темникова. Тур 2019. Adrenalin Stadium
4. Гарик Сукачёв. GO. ЦСКА Арена
5. «Shortparis». Adrenalin Stadium

Гастроль
1. «Rammstein»
2. «Metallica»
3. Christina Aguilera
4. «Suede»
5. «Muse»

Дуэт года
1. Стас Михайлов и Тамара Гвердцители — «Давай разлуки запретим»
2. Сергей Шнуров и Леонид Агутин — «Такая фигня»
3. Денис Клявер и Слава — «Дружба»
4. «Би-2» и Диана Арбенина — «Тише-тише»
5. Валерий Меладзе и Альбина Джанабаева — «Мегаполисы»

Видеоклип года
1. «Кабриолет» — «Ленинград»
2. «Skibidi» — «Little Big»
3. «Сердцеедка» — Егор Крид
4. «Джадуа» — Jah Khalib
5. «Стеснение пропало» — Филипп Киркоров

Кавер (трибьют)
1. «Любовь, похожая на сон» (кавер на Аллу Пугачёву) — Димаш Кудайберген
2. «Живи спокойно, страна» (кавер на А. Пугачёву) — Loboda
3. «Печаль» (кавер на «Кино») — Баста
4. «Досуги-буги» (кавер на «Звуки Му») — «Аквариум»
5. «Всё как у людей» (оммаж «Гражданской обороне») — Noize MC

Sexy М
1. Сергей Лазарев
2. Артур Пирожков
3. Егор Крид
4. Matrang
5. Лёва Би-2

Sexy Ж
1. Loboda
2. Zivert
3. Maruv
4. Ольга Бузова
5. Анна Плетнёва

Персона года
1. Алла Пугачёва
2. Ольга Бузова
3. Face
4. Maruv
5. Noize MC

Разочарование года
1. Тимати и Guf
2. Фестиваль «Шашлык-Live»
3. Наргиз
4. «Ленинград»
5. Сергей Лазарев